# Conrad Hub und Heinrich Hub jr.
Conrad Ludwig Hub (Redakteur bei der Frankfurter Zeitung, * 8. November 1872 in Frankfurt am Main, † 10. März 1932 ebenda) und sein Sohn Heinrich Ludwig Hub (Schauspieler, * 17. November 1902 in Oberursel, † 10. Oktober 1962 in Gießen) waren zwei Humoristen aus Frankfurt am Main, die als Duo Des Mordche und der Konnerad auftraten. Heinrich Hub erlangte in späteren Jahren einige Bekanntheit durch Rollen unter anderem am Fritz Rémond-Theater in Frankfurt und am Gießener Stadttheater. Vor seinem Tod trat er auch einmal in der "Firma Hesselbach" als Antiquitätenhändler in der Folge "Der röhrende Hirsch" im Fernsehen auf.

## Wirken
Die beiden Frankfurter werden auf Tonträgern in ihren Originalvorträgen an verschiedenen geselligen Lokalitäten (Apfelwein-Wirtschaft, Juxplatz, Zoologischer Garten) etc. vorgestellt. Ein zeitaktueller Vortrag führt sie gar „am Radio“ vor.
Im Hauptkatalog der Firma Homophon auf das Jahr 1928 erscheinen auf den Seiten 28–29 zwei bislang ansonsten unbekannte Frankfurter Humoristen: Conrad Hub und Heinrich Hub junior. Conrad Hub rezitiert Texte der Frankfurter Lokalautoren Friedrich Stoltze und Paul Quilling. Hans Reimann, Autor des Buches Was Nicht im „Baedeker“ steht empfiehlt Menschen, die das Frankfurter Idiom lernen möchten, dass er die mundartlichen Platten des Conrad Hub erwerben möchte. Die Texte von Quilling werden laut ausdrücklicher Angabe auf den Etiketten in „Sachsenhäuser Mundart“ vorgetragen.

## Schallplatten „Homocord“ 25 cm
- Conrad Hub, Humorist:
  - 4-2783 (mx. 20 521) Dreißig Gulde (Friedrich Stoltze) / (mx. 20 523) Die explodiert Sposau (Friedrich Stoltze)
  - 4-2784 (mx. 20 522) Der Rollaus (Sachsenhäuser Mundart) (Paul Quilling) / (mx. 20 525) Warum de Herr Schneider net mehr in de Gäulslotterie spielt (Sachsenhäuser Mundart) (Paul Quilling)
  - 4-2785 (mx. 20 526) E gruselich Middernachdsgschicht (Sachsenhäuser Mundart) (Paul Quilling) / (mx. 20 524) Die Frankforter Sproch (Friedrich Stoltze)
  - 4-2786 (mx. 20 527/28) Parre Kännche, I.und II.Teil (Friedrich Stoltze)[9].

- Conrad Hub und Heinrich Hub jr., Humoristen:
  - 4-2787 (mx. 20 517) Des Mordche und der Konnerad uffem Juxplatz. Rezitation von Heinrich Hub jr. und Conrad Hub. / (mx. 20 518) Des Mordche und der Konnerad beim Aeppelwein. Rezitation von Heinrich Hub jr. und Conrad Hub.
  - 4-2788 (mx. 20 519) Des Mordche und der Konnerad am Radio. Rezitation von Heinrich Hub jr. und Conrad Hub. Mech.Copt.1928[10] / (mx. 20 520) Des Mordche und der Konnerad im Zoologische Garte. Rezitation von Heinrich Hub jr. und Conrad Hub. Mech.Copt.1928[11]